# Vanessa Mark
Vanessa Mark, född 2 mars 1996, är en tysk bobåkare.

## Karriär
Vid VM 2024 i Winterberg tog Mark guld i tvåmannabob tillsammans med Lisa Buckwitz.